# Dig It
Dig It är en låt skriven av Lennon/McCartney/Harrison/Starkey, som spelades in av The Beatles vid de s.k. Get Back Sessions i januari 1969 och gavs ut 1970 på albumet Let It Be.
Dig It finns i lång version med i filmen Let It Be från 1970. Den fanns även med i lång version på den ursprungliga Get Back-LP:n, som George Martin och Glyn Johns ställde samman på sommaren 1969. Trots att denna skiva pressats upp i en första upplaga drogs den tillbaka och har hittills inte givits ut. Låten fanns också med i denna långa version på Glyn Johns andra version av Get Back-LP:n från januari 1970 - också den outgiven. När Phil Spector sedan mixade om albumet till en tredje version, som kom ut med namnet Let It Be på våren 1970, hade han kortat ner Dig It till en kort snutt. När albumet 2003 gjordes om till en fjärde version, som kom ut med namnet Let It Be... Naked var Dig It liksom Maggie Mae helt borttagen.
Under hela Beatles karriär gav man enbart ut två låtar som tillskrivits samtliga fyra Beatlesmedlemmar - John Lennon, Paul McCartney, George Harrison och Richard Starkey, dvs. Ringo Starr. (Den andra är den instrumentala låten Flying i filmen och albumet Magical Mystery Tour.)

## Låten och inspelningen
Ett gruppsamarbete som lektes fram 24 och 26 januari efter en idé av John Lennon som halvrappar fram fria associationer medan de andra kompar. Bl.a. nämns FBI, Doris Day och BB King i den dylanskt färgade ordströmmen. Låten kom med på LP:n Let It Be som utgavs i England och USA 8 respektive 18 maj 1970. 

## Medverkande
- John Lennon – sång, sexsträngad bas – Fender Bass VI
- Paul McCartney – sång (fullversion), piano
- George Harrison – sång (fullversion), sologitarr – Fender Telecaster
- Ringo Starr – trummor
- Billy Preston – Hammondorgel
- George Martin – maracas
- Heather McCartney – sång (fullversion)